# 第31回エリザベス女王杯
第31回エリザベス女王杯（だい31かいえりざべすじょおうはい）は、2006年11月12日に京都競馬場（芝、外回り、2,200m）で行われた競馬競走である。カワカミプリンセスが1位入線したが、最後の直線で内側に斜行。12着に降着となり、フサイチパンドラが繰り上がり優勝した。

## レース施行前の状況
デビューから4戦全勝で優駿牝馬を制したカワカミプリンセスは、ステップレースを使わずに休み明けで臨んだ秋華賞も制して、牝馬二冠を達成。これまで負けなしの戦績、実戦を1回使われての上積みが見込まれた同馬が、古馬を抑えて単勝1番人気に支持された。
昨年のこのレースの勝ち馬スイープトウショウは、骨折休養明けの京都大賞典を上がり3ハロン32秒8の豪脚で制した。前走の天皇賞 (秋)は1番人気で5着に終わり、やや評価を下げたものの、差のない2番人気となった。
その他では、当年の牝馬三冠で全て1番人気に支持されながら未だG1未勝利のアドマイヤキッス、春のヴィクトリアマイルで3着に入り、秋は牡馬相手のオールカマーでも3着と健闘したディアデラノビアらが有力とされていた。
なお、ヤマニンメルベイユはレース当日に左寛跛行のため、出走取消となった。

## 出走馬と枠順
2006年11月12日　第6回京都競馬第4日目　第11競走
天気：晴、馬場状態：良、発走時刻：15時40分
※施行条件についてはエリザベス女王杯も参照
| 枠番 | 馬番 | 競走馬名           | 性齢 | 騎手       | 単勝オッズ    | 調教師   | 馬主                                 |
| ---- | ---- | ------------------ | ---- | ---------- | ------------- | -------- | ------------------------------------ |
| 1    | 1    | アサヒライジング   | 牝3  | 柴田善臣   | 12.5（5人）   | 古賀慎明 | 寺内正光                             |
| 1    | 2    | ヤマニンシュクル   | 牝5  | 四位洋文   | 36.0（10人）  | 浅見秀一 | 土井肇                               |
| 2    | 3    | アドマイヤキッス   | 牝3  | 武豊       | 8.3（3人）    | 松田博資 | 近藤利一                             |
| 2    | 4    | ヤマトマリオン     | 牝3  | 幸英明     | 18.0（5人）   | 安達昭夫 | 坂東まさ子                           |
| 3    | 5    | ソリッドプラチナム | 牝3  | 小牧太     | 80.8（11人）  | 田中章博 | （株）ヒダカ・ブリーダーズ・ユニオン |
| 3    | 6    | シェルズレイ       | 牝3  | C.ルメール | 29.8（8人）   | 松田国英 | 金子真人ホールディングス（株）       |
| 4    | 7    | レクレドール       | 牝5  | 藤田伸二   | 113.4（12人） | 池江泰郎 | （有）サンデーレーシング             |
| 4    | 8    | スイープトウショウ | 牝5  | 池添謙一   | 2.9（2人）    | 鶴留明雄 | トウショウ産業（株）                 |
| 5    | 9    | ライラプス         | 牝4  | 鮫島良太   | 150.2（14人） | 松田国英 | （有）サンデーレーシング             |
| 5    | 10   | キストゥヘヴン     | 牝3  | 安藤勝己   | 32.0（9人）   | 戸田博文 | 吉田和子                             |
| 6    | 11   | ディアデラノビア   | 牝4  | 岩田康誠   | 8.8（4人）    | 角居勝彦 | （有）キャロットファーム             |
| 6    | 12   | ウイングレット     | 牝5  | 田中勝春   | 147.2（13人） | 宗像義忠 | （有）社台レースホース               |
| 7    | 13   | サンレイジャスパー | 牝4  | 佐藤哲三   | 22.0（6人）   | 高橋成忠 | 永井啓弍                             |
| 7    | 14   | ヤマニンメルベイユ | 牝4  | 武幸四郎   | (出走取消)    | 栗田博憲 | 土井肇                               |
| 8    | 15   | フサイチパンドラ   | 牝3  | 福永祐一   | 26.2（7人）   | 白井寿昭 | 関口房朗                             |
| 8    | 16   | カワカミプリンセス | 牝3  | 本田優     | 2.7（1人）    | 西浦勝一 | （有）三石川上牧場                   |

## レース展開
スタート後にシェルズレイが大逃げ。カワカミプリンセスは中団を追走。対するスイープトウショウは後方を追走していた。直線はカワカミプリンセスが真ん中から突き抜け、フサイチパンドラに1馬身半振り切って無傷の5連勝を成し遂げた。しかし、最後の直線で内側に斜行、ヤマニンシュクルの走行を妨害したため12着に降着となり、7番人気のフサイチパンドラが繰り上がり優勝した（降着制度導入以後15年ぶりの1位入線降着）。鞍上の福永祐一はエリザベス女王杯初勝利となった。

## レース結果
| 着順 | 枠番 | 馬番 | 競走馬名           | タイム | 着差    |
| ---- | ---- | ---- | ------------------ | ------ | ------- |
| 1    | 8    | 15   | フサイチパンドラ   | 2:11.6 | １1/2   |
| 2    | 4    | 8    | スイープトウショウ | 2:11.6 | クビ    |
| 3    | 6    | 11   | ディアデラノビア   | 2:11.7 | クビ    |
| 4    | 1    | 1    | アサヒライジング   | 2:11.7 | クビ    |
| 5    | 2    | 3    | アドマイヤキッス   | 2:12.0 | 1 3/4   |
| 6    | 3    | 5    | ソリッドプラチナム | 2:12.1 | クビ    |
| 7    | 7    | 13   | サンレイジャスパー | 2:12.2 | 3/4     |
| 8    | 4    | 8    | レクレドール       | 2:12.3 | 1/2     |
| 9    | 2    | 4    | ヤマトマリオン     | 2:12.6 | 1 3/4   |
| 10   | 5    | 10   | キストゥヘヴン     | 2:12.7 | クビ    |
| 11   | 1    | 2    | ヤマニンシュクル   | 2.04.0 | 1/2     |
| 12   | 8    | 16   | カワカミプリンセス | 2:11.4 | 1位降着 |
| 13   | 3    | 6    | シェルズレイ       | 2.05.1 | ６      |
| 14   | 6    | 12   | ウイングレット     | 2.05.4 | 1 1/4   |
| 15   | 5    | 9    | ライラプス         | 2.05.9 | 大差    |
| 取消 | 7    | 14   | ヤマニンメルベイユ |        |         |

### データ
| 1000m通過タイム     | 57.4秒（シェルズレイ）       |
| 上がり4ハロン       | 49.3秒                       |
| 上がり3ハロン       | 36.5秒                       |
| 優勝馬上がり3ハロン | 34.8秒                       |
| 上がり最速          | 34.4秒（スイープトウショウ） |

### 払戻金
| 単勝   | 15      | 2620円  |
| 複勝   | 15      | 510円   |
| 複勝   | 8       | 150円   |
| 複勝   | 11      | 220円   |
| 枠連   | 4-8     | 400円   |
| 馬連   | 8-15    | 4180円  |
| 馬単   | 8-15    | 16200円 |
| ワイド | 8-15    | 1330円  |
| ワイド | 11-15   | 2020円  |
| ワイド | 8-11    | 410円   |
| 3連複  | 8-11-15 | 7980円  |
| 3連単  | 15-8-11 | 92970円 |

## テレビの対応
- ドリーム競馬

レース終了後、検量室の様子をずっと撮影。降着が決まった直後の西浦調教師、本田騎手（勝負服を脱ぐまで映った）の厳しい表情、降着を記したホワイトボードの衝撃的な映像を捉えていた。繰り上がり1着のフサイチパンドラの福永祐一騎手の勝利ジョッキーインタビューを伝えている間に放送時間終了となった。
- スーパー競馬

途中で映像を引き取ったためその瞬間は放送されず、番組中に降着を伝えることができずに放送時間終了。CMを挟んだ本来なら提供クレジットの部分で払い戻しと降着を伝えることとなった（福原直英が担当）。

## 達成された記録
- 優勝したフサイチパンドラはサンデーサイレンスの産駒としては最終世代であり、この勝利によりサンデーサイレンスは全世代でGI馬を輩出する快挙を達成した。
- 勝ちタイム2:11.6は同レース史上3番目に速いタイムとなった（当時[1]）
- 白井寿昭はダンスパートナーで制して以来10年ぶりのエリザベス女王杯優勝となったが、これは2024年現在鶴留明雄(20年間)に次いで同レース史上2番目のブランク制覇となっている